# A K.C., a tinikém epizódjainak listája
A K.C., a tinikém (eredeti cím: K.C. Undercover) amerikai televíziós filmsorozat, amelyet Corinne Marshall készített a Disney Channel számára. A vezető producere Rob Lotterstein, a főszereplője Zendaya K.C. Cooper szerepében – egy középiskolás diák, akit kiképeznek, hogy a szülei nyomdokába lépve titkosügynök legyen. A sorozat első részét 2015. január 1-jén adták ki az amerikai Watch Disney Channel weboldalon; ezt követte a televíziós premier január 18-án. Magyarországon 2015. július 18-án mutatták be.
Az első évad 27 részből állt. 2015. május 15-én a Disney Channel berendelte a sorozat második évadát. 2016. november 1-jén a Disney Channel berendelte a sorozat harmadik évadát.

## Évados áttekintés
| Évad | Évad | Epizódok | Eredeti sugárzás | Eredeti sugárzás | Magyar sugárzás     | Magyar sugárzás    |
| Évad | Évad | Epizódok | Évadpremier      | Évadfinálé       | Évadpremier         | Évadfinálé         |
| ---- | ---- | -------- | ---------------- | ---------------- | ------------------- | ------------------ |
|      | 1    | 27       | 2015. január 18. | 2016. január 24. | 2015. július 18.    | 2016. december 5.  |
|      | 2    | 24       | 2016. március 6. | 2017. január 13. | 2016. október 2.    | 2017. december 10. |
|      | 3    | 24       | 2017. július 7.  | 2018. február 2. | 2017. szeptember 9. | 2018. augusztus 7. |

## Epizódok

### 1. évad
| #   | #   | Eredeti cím                                | Magyar cím                                | Rendezte                          | Írta                                                                             | Eredeti premier     | Magyar premier       |
| --- | --- | ------------------------------------------ | ----------------------------------------- | --------------------------------- | -------------------------------------------------------------------------------- | ------------------- | -------------------- |
| 1.  | 1.  | Pilot                                      | Pilot                                     | Jon Rosenbaum                     | - Történet: Corinne Marshall - Forgatókönyv: Rob Lotterstein és Corinne Marshall | 2015. január 18.    | 2015. július 18.     |
| 2.  | 2.  | My Sister from Another Mother... Board     | A húgomat egy másik anya...rakta össze... | Jon Rosenbaum                     | Rob Lotterstein                                                                  | 2015. január 25.    | 2015. szeptember 6.  |
| 3.  | 3.  | Give Me a K! Give Me a C!                  | Mondd: K! Mondd: C!                       | Jon Rosenbaum                     | Rob Lotterstein                                                                  | 2015. február 8.    | 2015. szeptember 13. |
| 4.  | 4.  | Off the Grid                               | Szülők a pácban                           | Jon Rosenbaum                     | Darin Henry                                                                      | 2015. február 15.   | 2015. október 4.     |
| 5.  | 5.  | Photo Bombed                               | A fotóverseny                             | Jon Rosenbaum                     | Rob Lotterstein                                                                  | 2015. március 1.    | 2015. szeptember 27. |
| 6.  | 6.  | How K.C. Got Her Swag Back                 | Hogy lett KC újra a régi                  | Jon Rosenbaum                     | Jenn Lloyd & Kevin Bonani                                                        | 2015. március 8.    | 2016. január 3.      |
| 7.  | 7.  | Daddy's Little Princess                    | A papa kis hercegnője                     | Jon Rosenbaum                     | Teri Schaffer & Raynelle Swilling                                                | 2015. március 29.   | 2016. január 10.     |
| 8.  | 8.  | Assignment: Get That Assignment            | A doli-visszaszerző akció                 | Kadeem Hardison                   | Rob Lottersein                                                                   | 2015. április 6.    | 2016. január 17.     |
| 9.  | 9.  | Spy-Anoia Will Destroy Ya                  | Kém-para                                  | Rich Correll                      | Eileen Conn                                                                      | 2015. április 19.   | 2016. január 24.     |
| 10. | 10. | Double Crossed Part 1                      | Az átverés                                | - Joel Zwick - Jody Margolin Hahn | - Cat Davis & Eddie Quintana - Eileen Conn                                       | 2015. május 29.     | 2016. január 31.     |
| 11. | 11. | Double Crossed Part 2                      | Az átverés                                | Jon Rosenbaum                     | Rob Lotterstein                                                                  | 2015. május 30.     | 2016. február 7.     |
| 12. | 12. | Double Crossed Part 3                      | Az átverés                                | Jon Rosenbaum                     | Darin Henry                                                                      | 2015. május 31.     | 2016. február 14.    |
| 13. | 13. | Stakeout Takeout                           | Lőttek a nyaralásnak                      | Jon Rosenbaum                     | Darin Henry                                                                      | 2015. június 7.     | 2016. február 21.    |
| 14. | 14. | The Neighborhood Watchdogs                 | Őrkutyák                                  | Jon Rosenbaum                     | Darin Henry                                                                      | 2015. június 14.    | 2016. február 28.    |
| 15. | 15. | First Friend                               | Elnöki barátnő                            | Jon Rosenbaum                     | Darin Henry                                                                      | 2015. június 26.    | 2016. március 6.     |
| 16. | 16. | Operation: Other Side, Part 1              | A rossz az új jó, 1. rész                 | Jon Rosenbaum                     | Eileen Conn                                                                      | 2015. július 12.    | 2016. március 13.    |
| 17. | 17. | Operation: Other Side, Part 2              | A Másik Oldalon belül, 2. rész            | Kimberly McCullough               | Rob Lotterstein                                                                  | 2015. július 19.    | 2016. március 20.    |
| 18. | 18. | K.C. and the Vanishing Lady                | K.C. és a hölgy, akinek nyoma veszett     | Rich Correll                      | Cat Davis & Eddie Quintana                                                       | 2015. július 26.    | 2016. május 7.       |
| 19. | 19. | Debutante Baller                           | Az elsőbálozó                             | Jon Rosenbaum                     | Raynelle Swilling & Teri Schaffer                                                | 2015. augusztus 9.  | 2016. május 28.      |
| 20. | 20. | K.C.'s the Man                             | K.C., a férfi                             | Rosario J. Roveto, Jr.            | Teri Schaffer & Raynelle Swilling                                                | 2015. augusztus 16. | 2016. június 18.     |
| 21. | 21. | Runaway Robot                              | Szökevény robot                           | Joel Zwick                        | Rob Lotterstein                                                                  | 2015. szeptember 7. | 2016. május 14/21.   |
| 22. | 22. | All Howl's Eve                             | A vonyítók éjszakája                      | Jon Rosenbaum                     | Dava Savel                                                                       | 2015. október 4.    | 2016. október 31.    |
| 23. | 23. | The Get Along Vault                        | A kibékülős széf                          | Phill Lewis                       | Jenn Lloyd & Kevin Bonani                                                        | 2015. október 18.   | 2016. június 4.      |
| 24. | 24. | Enemy of the State                         | Államellenség                             | Joel Zwick                        | Eileen Conn                                                                      | 2015. november 8.   | 2016. június 11.     |
| 25. | 25. | Twas the Fight Before Christmas            | Karácsony kalamajka                       | Joel Zwick                        | Jenn Lloyd & Kevin Bonani                                                        | 2015. december 6.   | 2016. december 5.    |
| 26. | 26. | K.C. and Brett: The Final Chapter – Part 1 | KC és Brett, az utolsó fejezet            | David Kendall                     | Rob Lotterstein                                                                  | 2016. január 17.    | 2016. szeptember 5.  |
| 27. | 27. | K.C. and Brett: The Final Chapter – Part 2 | KC és Brett, az utolsó fejezet            | Jon Rosenbaum                     | Rob Lotterstein                                                                  | 2016. január 24.    | 2016. szeptember 5.  |

### 2. évad
| #   | #   | Eredeti cím                       | Magyar cím                       | Rendezte            | Írta                               | Eredeti premier      | Magyar premier       |
| --- | --- | --------------------------------- | -------------------------------- | ------------------- | ---------------------------------- | -------------------- | -------------------- |
| 28. | 1.  | Coopers Reactivated!              | Cooperék újra szolgálatban       | Jon Rosenbaum       | Rob Lotterstein                    | 2016. március 6.     | 2016. október 2.     |
| 29. | 2.  | Do You Want to Know a Secret?     | Akarsz tudni egy titkot?         | Jon Rosenbaum       | Rob Lotterstein                    | 2016. március 13.    | 2016. október 9.     |
| 30. | 3.  | Rebel with a Cuz                  | Lázadás egy rokonért             | Robbie Countryman   | Eileen Conn                        | 2016. március 20.    | 2016. október 16.    |
| 31. | 4.  | The Mother of All Missions        | Minden bevetések anyja           | Joel Zwick          | Darin Henry                        | 2016. április 10.    | 2016. október 23.    |
| 32. | 5.  | Accidents Will Happen             | Néha történik baleset            | Alfonso Ribeiro     | Jenn Lloyd & Kevin Bonani          | 2016. április 17.    | 2016. október 30.    |
| 33. | 6.  | Brainwashed                       | Agymosás                         | Joel Zwick          | Rob Lotterstein                    | 2016. április 24.    | 2016. november 6.    |
| 34. | 7.  | The Truth Hurts                   | Az igazság fáj                   | Alfonso Ribeiro     | Vincent Brown                      | 2016. május 8.       | 2016. november 13.   |
| 35. | 8.  | Down in the Dumps                 | A szutyok mélyén                 | Gil Junger          | Cat Davis                          | 2016. május 15.      | 2016. november 20.   |
| 36. | 9.  | Dance Like No One's Watching      | Táncolj, mintha senki sem nézne! | Gil Junger          | Eddie Quintana                     | 2016. május 22.      | 2016. november 27.   |
| 37. | 10. | The Love Jinx                     | Szerelmi vészmadár               | Joel Zwick          | Jenn Lloyd & Kevin Bonani          | 2016. június 19.     | 2016. december 4.    |
| 38. | 11. | KC Levels Up                      | K.C. előléptetése                | Danny Teeson        | Eileen Conn                        | 2016. július 10.     | 2016. december 11.   |
| 39. | 12. | Catch Him If You Can              | Kapd el, ha tudod!               | Eileen Conn         | Rob Lotterstein                    | 2016. július 17.     | 2016. december 18.   |
| 40. | 13. | Sup, Dawg?                        | Mizújs, kutyus?                  | Kadeem Hardison     | Eileen Conn                        | 2016. július 24.     | 2017. március 4.     |
| 41. | 14. | Tightrope of Doom                 | A végzet kötéltáncosa            | Robbie Countryman   | Rob Lotterstein                    | 2016. augusztus 7.   | 2017. március 11/18. |
| 42. | 15. | The Legend of Bad, Bad Cleo Brown | A vagány Cleo Brown legendája    | Nzingha Stewart     | Teri Schaeffer & Raynelle Swilling | 2016. augusztus 14.  | 2017. március 25.    |
| 43. | 16. | Spy of the Year Award             | Az Év Kémje                      | Robbie Countryman   | Eddie Quintana                     | 2016. szeptember 11. | 2017. április 4.     |
| 44. | 17. | In Too Deep                       | Túl nagy átélés                  | Rosario Roveto, Jr. | Darin Henry                        | 2016. szeptember 18. | 2017. április 8.     |
| 45. | 18. | In Too Deep 2                     | Túl nagy átélés                  | Stephen Engel       | Jenn Lloud & Kevin Bonani          | 2016. szeptember 25. | 2017. április 22.    |
| 46. | 19. | Virtual Insanity                  | Virtuális őrület                 | Chris Poulos        | Darin Henry                        | 2016. október 2.     | 2017. április 29.    |
| 47. | 20. | Undercover Mother                 | Kémanya                          | Joely Fisher        | Cat Davis                          | 2016. november 6.    | 2017. május 6.       |
| 48. | 21. | Trust No One                      | Ne bízz senkiben!                | Robbie Countryman   | Kurt Maloney                       | 2016. november 13.   | 2017. május 13.      |
| 49. | 22. | Holly Holly Not So Jolly          | Lehangolt karácsony              | Rosario Roveto, Jr. | Rob Lotterstein                    | 2016. december 4.    | 2017. december 10.   |
| 50. | 23. | Collision Course                  | Ütközőpálya                      | Joel Zwick          | Jenn Lloyd & Kevin Bonani          | 2017. január 6.      | 2017. május 27.      |
| 51. | 24. | Family Feud                       | Családi viszály                  | Jon Rosenbaum       | Rob Lotterstein                    | 2017. január 13.     | 2017. június 3.      |

### 3. évad
| #   | #   | Eredeti cím                        | Magyar cím            | Rendezte                                | Írta                                                                  | Eredeti premier     | Magyar premier       |
| --- | --- | ---------------------------------- | --------------------- | --------------------------------------- | --------------------------------------------------------------------- | ------------------- | -------------------- |
| 52. | 1.  | Coopers on the Run                 | A nagy menekülés      | Rosario Roveto, Jr. & Robbie Countryman | Rob Lotterstein                                                       | 2017. július 7.     | 2017. szeptember 9.  |
| 53. | 2.  | Welcome to the Jungle              | Üdv a dzsungelben     | Robbie Countryman                       | Rob Lotterstein                                                       | 2017. július 14.    | 2017. december 4.    |
| 54. | 3.  | Out of the Water and Into the Fire | Cseberből vederbe     | Robbie Countryman                       | Rob Lotterstein                                                       | 2017. július 14.    | 2017. december 5.    |
| 55. | 4.  | Web of Lies                        | A hazugságok hálója   | Robbie Countryman                       | Darin Henry                                                           | 2017. július 28.    | 2017. december 6.    |
| 56. | 5.  | Teen Drama                         | Tinidráma             | Robbie Countryman                       | David Tolentino                                                       | 2017. augusztus 4.  | 2017. december 7.    |
| 57. | 6.  | K.C. Under Construction            | K.C., a munkás        | Eileen Conn                             | Jenn Lloyd & Kevin Bonani                                             | 2017. augusztus 11. | 2017. december 8.    |
| 58. | 7.  | The Storm Maker                    | Viharveszély          | Robbie Countryman                       | Jenn Lloyd & Kevin Bonani                                             | 2017. augusztus 18. | 2018. január 23.     |
| 59. | 8.  | Keep on Truckin'                   | Kamukalamajka         | Jon Rosenbaum                           | Darin Henry                                                           | 2017. augusztus 25. | 2018. január 24.     |
| 60. | 9.  | Unmasking the Enemy                | Az igazi ellenség     | Jon Rosenbaum                           | Rob Lotterstein                                                       | 2017. november 3.   | 2018. január 25.     |
| 61. | 10. | The Truth Will Set You Free        | Az igazság            | Jon Rosenbaum                           | Eileen Conn                                                           | 2017. november 10.  | 2018. január 26.     |
| 62. | 11. | Stormy Weather                     | Viharfelhők           | Jon Rosenbaum                           | Darin Henry                                                           | 2017. november 17.  | 2018. január 29.     |
| 63. | 12. | Deleted!                           | Törölve!              | Kadeem Hardison                         | Jenn Lloyd & Kevin Bonani                                             | 2017. november 24.  | 2018. április 7.     |
| 64. | 13. | Second Chances                     | Második esély         | Jon Rosenbaum                           | - Történet: Zendaya & Rob Lotterstein - Forgatókönyv: Rob Lotterstein | 2018. január 15.    | 2018. április 8.     |
| 65. | 14. | Revenge of the Van People          | A furgonosok bosszúja | Jon Rosenbaum                           | Shawnté McCall                                                        | 2018. január 16.    | 2017. április 14.    |
| 66. | 15. | The Gammy Files                    | Elfeledett akták      | Eileen Conn                             | Rob Lotterstein                                                       | 2018. január 17.    | 2018. április 15.    |
| 67. | 16. | Take Me Out                        | Randizz velem         | Joel Zwick                              | Kurt Maloney                                                          | 2018. január 18.    | 2018. április 21.    |
| 68. | 17. | Twin It to Win It                  | Kettőn áll a vásár    | Joel Zwick                              | LaTonya Croff                                                         | 2018. január 22.    | 2018. április 22.    |
| 69. | 18. | Cassandra Undercover               | Íme Cassandra         | Joel Zwick                              | David Tolentino                                                       | 2018. január 23.    | 2018. április 28.    |
| 70. | 19. | K.C. Times Three                   | K.C. x3               | Patrick Maloney                         | Dava Savel                                                            | 2018. január 24.    | 2018. április 29.    |
| 71. | 20. | The Domino Effect                  | A dominóhatás         | Eileen Conn                             | Darin Henry                                                           | 2018. január 29.    | 2018. július 30.     |
| 72. | 21. | Domino 2: Barbecued                | Domino 2: Sütögetés   | Joely Fisher                            | Rob Lotterstein                                                       | 2018. január 30.    | 2018. július 31.     |
| 73. | 22. | Domino 3: Buggin' Out              | Domino 3: Poloskázás  | Jon Rosenbaum                           | Jenn Lloyd & Kevin Bonani                                             | 2018. január 31.    | 2018. augusztus 1.   |
| 74. | 23. | Domino 4: The Mask                 | Domino 4: A maszk     | Jon Rosenbaum                           | Rob Lotterstein                                                       | 2018. február 1.    | 2018. augusztus 2.   |
| 75. | 24. | K.C. Undercover: The Final Chapter | Az utolsó fejezet     | Jon Rosenbaum                           | Rob Lotterstein                                                       | 2018. február 2.    | 2018. augusztus 3/7. |